# Королева підкорених
«Королева підкорених» (англ. Queen of the Conquered) — фентезійний роман томаської письменниці Кацен Келлендар, вперше надрукований 2019 року видавництвом Orbit Books. У 2020 році виграв Всесвітню премію фентезі за найкращий роман. У жовтні 2020 року журі Time визнав роман одним зі 100 найкращих фентезі-романів усіх часів.

## Сюжет
Історія розгортається у світі, натхненному Карибами, у якому темношкірий герой дає відсіч колоністам. Кацен Каллендер описала сюжет наступним чином: «Головна героїня, Сігурні Роуз, прагне помститися ф’єрнам, які поневолили її народ і вбили її сім’ю. Вона маніпулює своїм шляхом на королівський острів, маючи здатність читати й контролювати уми, і сподівається завоювати прихильність короля, який обиратиме наступного наступника престолу, але як тільки вона прибуває, королівські вельможі навколо Сігурні помирають лжин за одним, і їй потрібно дізнатися, хто вбивця, перш ніж її також уб’ють».

## Відгуки
Він отримав відгуки із зірочками від Kirkus Reviews та Журналу шкільної бібліотеки. Алекс Браун з Tor.com сказав, що книгу «іноді складно читати», оскільки героїня Сігурні загалом пасивна, але що «все інше було не менш чудовим», кажучи, що «часто історії про расове насильство та рабство розділяють людей на білих і поліцейських, колонізаторів і колонізованих. Разом із Сігурні та Лореном Каллендер досліджує [стосунки] між ними».
Керіне Вінт з літературного журналу FIYAH сказала, що в книзі є «чудово зроблений деконструйований підхід до подорожі трагічного героя» і що це «нова вставка у фентезі, орієнтоване на рабство, яка не просить нас співчувати злій поведінці і злим людям». Джейсон Геллер з NPR сказав, що роман є «освіжаючим відривом від стереотипного, псевдоєвропейського середовища більшості епічних фентезі» та позитивно зауважив про «перспективу Сігурні від першої особи в теперішньому часі», й сказав, що вона «морально суперечливим і глибоко впливовим, її голос — це поезія, яка стала ще більш масштабною завдяки її здатності вдивлятися в думки інших — і впливати на їхні дії».